# Vöhringen (Baviera)
Vöhringen è una città tedesca situata nel land della Baviera.